# المدينة الرياضية (مدريد)
المدينة الرياضية (مدريد) أو نادي سيوداد ديبورتيفا الذي كان مجمع التدريب السابق لريال مدريد الواقع في باسيو دي لا كاستيلانا في مدريد، إسبانيا.

## ريال مدريد
تم الانتهاء من بناء سيوداد ديبورتيفا تحت رئاسة سانتياغو برنابيو ييستي في عام 1963، وكان مفهومًا جديدًا في ذلك الوقت، ويقع على مشارف المدينة، ويضم ملاعب تدريب للفريق الأول وفئات الشباب بالإضافة إلى مرافق لأعضاء النادي مثل حمامات السباحة وغرف الترفيه. في ذلك الوقت، كان لدى ريال مدريد أيضًا أقسام مخصصة لرياضات أخرى، مثل التنس، وكان هؤلاء الرياضيون يتدربون هناك أيضًا.
يحتوي الموقع أيضًا على ملعب Pabellón Raimundo Saporta، الذي تم بناؤه عام 1966، حيث لعب فريق كرة السلة في ريال مدريد مبارياته على أرضه لمدة 38 عامًا، بوجود بعض أعظم اللاعبين في أوروبا، بما في ذلك أرفيداس سابونيس ودرازن بيتروفيتش، الذين اشتهروا فيما بعد في الدوري الأميركي للمحترفين، وأطلقوا عليه ذات مرة موطنهم.

### العقبات
بحلول نهاية القرن العشرين، لم تعد الأرض المحيطة بسيوداد ديبورتيفا على مشارف مدريد، ولكنها أصبحت مركزًا للنقل مع شمال المدينة ومنطقة مالية، وأدى وجود موقعها على طول كاستيلانا إلى زيادة قيمة الأرض. مع تصاعد ديون ريال مدريد في أواخر التسعينيات، تم طرح خطط إعادة تقسيم الأرض وتطويرها تجاريًا عدة مرات، ولكن لم تؤت هذه الخطط ثمارها إلا بعد رئاسة فلورنتينو بيريز.
على الرغم من الاعتقاد السائد بوجود صفقة مباشرة باع فيها ريال مدريد الأرض إلى مجلس مدينة مدريد، إلا أن هذا ليس ما حدث في الواقع، حيث أنه في عام 2000، تم اقتراح فكرة وتم التصويت عليها والموافقةا عليه في برلمان مدريد لإعادة تقسيم منطقة سيوداد ديبورتيفا، والتي كانت حتى ذلك الحين مخصصة لأغراض غير تجارية، وفي هذا التصويت، صوت الحزب الشعبي لصالحه، بينما صوت حزب العمال الاشتراكي الإسباني ضده. نص الاتفاق بين ريال مدريد والحكومة المحلية على أنه مقابل إعادة تقسيم الأرض، سيتنازل ريال مدريد عن جزء من الأرض للحكومة، وبعد ذلك في عطاءات المشاريع العامة، باع كل من ريال مدريد والحكومة حصصهما لأربع شركات، ريبسول واي بي إف، موتوا أوتوموفيليستيكا دي مدريد، ساسير فالهيرموسو وأوبراسكون هوارتي لين (OHL)، والتي حصل ريال مدريد منها على ما يقدر بـ 480 مليون يورو. كانت هذه الشركات الأربع، اعتبارًا من أغسطس 2006، تقوم ببناء أربع ناطحات سحاب في الموقع الذي سيصبح مقرها الرئيسي كجزء من منطقة أعمال كواترو توريس، حصلت الحكومة أيضًا على الأراضي التي باعتها في مناقصات عامة، وكمية كبيرة من المساحات الخضراء، وبعض الأندية التي لم يذكر اسمها طلبت من الاتحاد الأوروبي التحقيق في الصفقة، إلا أن الاتحاد الأوروبي لم يجد أي مخالفات أو دليل على الدعم الحكومي.

### مدينة مدريد الرياضية
بجزء من الأموال التي حصل عليها ريال مدريد من سيوداد ديبورتيفا، قام ببناء مرافق تدريب جديدة في فالديبيباس، والتي تقع حاليًا على مشارف المدينة، مثل سيوداد ديبورتيفا في عام 1963، والمرافق الجديدة التي تحمل اسم Ciudad Real Madrid، وتم افتتاحها في عام 2005، وتعتبر حديثة للغاية وتبلغ مساحتها 1.2 كيلومتر مربع وهي أكبر بعشر مرات من المرافق السابقة، وبهذا تكون هذه هي أكبر منشأة رياضية تم بناؤها في العالم، وفي هذه المرافق يمكننا أن نجد ملاعب التدريب لجميع الفرق من مختلف الفئات، غرفة الصحافة، المطعم، ملاعب تدريب الفريق الأول، وملعب ألفريدو دي ستيفانو حيث يلعب الفريق الرديف ريال مدريد كاستيا مبارياته. قال عنها رئيس ريال مدريد، فلورنتينو بيريز، الذي كان أصل هذه المدينة، إذا كان ريال مدريد عالمًا، فستكون هذه عاصمته، مدينة مفتوحة للجميع، حلم كرة القدم، مدينة ريال مدريد.